# Willian Popp
Willian Popp (13 de abril de 1994) es un futbolista brasileño que juega como delantero en el Shanghái Port de la Superliga de China.

## Trayectoria
Jugó para clubes como el Joinville, Mogi Mirim, Busan IPark y Avispa Fukuoka.

## Clubes
| Club                      | País          | Año       |
| ------------------------- | ------------- | --------- |
| Joinville E. C.           | Brasil        | 2014-2016 |
| Mogi Mirim E. C. (cedido) | Brasil        | 2014      |
| Busan IPark F. C.         | Corea del Sur | 2016      |
| Avispa Fukuoka            | Japón         | 2017      |
| Bucheon F. C. 1995        | Corea del Sur | 2018      |
| Figueirense F. C.         | Brasil        | 2019      |
| Ceará S. C.               | Brasil        | 2019      |
| Muangthong United F. C.   | Tailandia     | 2020-2022 |
| Chapecoense               | Brasil        | 2022      |
| Muangthong United F. C.   | Tailandia     | 2023-     |
| Shanghái Port (cedido)    | China         | 2024-     |

## Palmarés

### Campeonatos nacionales
| Título             | Club          | País  | Año  |
| ------------------ | ------------- | ----- | ---- |
| Superliga de China | Shanghái Port | China | 2024 |
| Copa de China      | Shanghái Port | China | 2024 |